# پابلو واسکوئز (بازیکن فوتبال، زاده ۱۹۹۴)
پابلو واسکوئز (انگلیسی: Pablo Vázquez؛ زادهٔ ۷ اکتبر ۱۹۹۴) بازیکن فوتبال اهل اسپانیا است.